# 2006–2007-es olasz labdarúgókupa
Az olasz kupa 60. kiírása. A győztes immár 8-adik alkalommal, a Roma lett.
A tornán 20 első osztályú, 22 másodosztályú, 28 harmadosztályú valamint 2 negyedosztályú csapat vett részt.

## Eredmények

### Első forduló
| 1. csapat     | Eredmény       | 2. csapat   |
| ------------- | -------------- | ----------- |
| Sansovino     | 3–2            | Messina     |
| Grosseto      | 3–4            | Piacenza    |
| Lazio         | 4–0            | Rende       |
| Monza         | 1–0            | Bari        |
| Novara        | 1–2            | Mantova     |
| Modena        | 3–0            | Teramo      |
| Fiorentina    | 3–0            | Giarre      |
| Genoa         | 3–2            | Spezia      |
| Cavese        | 2–1            | Lecce       |
| Cittadella    | 1–2 (hu.)      | Bologna     |
| Benevento     | 0–2            | Sampdoria   |
| Ternana       | 0–2            | Rimini      |
| Ivrea         | 0–3            | Torino      |
| Sangiovannese | 1–3            | Crotone     |
| Pro Vasto     | 1–3 (hu.)      | Reggina     |
| Cremonese     | 1–0            | Vicenza     |
| Taranto       | 2–0            | Catania     |
| Salernitana   | 2–3            | Brescia     |
| Cuneo         | 0–1            | Cagliari    |
| Gallipoli     | 0–1            | Verona      |
| Venezia       | 1–0            | Treviso     |
| Perugia       | 0–0 (Te.: 3-4) | Arezzo      |
| Melfi         | 0–4            | Udinese     |
| Avellino      | 1–2 (hu.)      | AlbinoLeffe |
| Martina       | 0–3            | Juventus    |
| Lucchese      | 0–1 (hu.)      | Cesena      |
| Cervia        | 0–6            | Ascoli      |
| Napoli        | 3–1            | Frosinone   |
| Sassuolo      | 0–3            | Atalanta    |
| Pavia         | 0–4            | Pescara     |
| Carpenedolo   | 1–2 (hu.)      | Siena       |
| Sanremese     | 0–1 (hu.)      | Triestina   |

### Második forduló
| 1. csapat   | Eredmény       | 2. csapat  |
| ----------- | -------------- | ---------- |
| Messina     | 2–0            | Piacenza   |
| Monza       | 1–1 (Te.: 3-4) | Lazio      |
| Modena      | 1–1 (Te.: 5-4) | Mantova    |
| Genoa       | 1–0            | Fiorentina |
| Cavese      | 0–2            | Bologna    |
| Rimini      | 1–2            | Sampdoria  |
| Crotone     | 2–1            | Torino     |
| Cremonese   | 0–1            | Reggina    |
| Taranto     | 0–1            | Brescia    |
| Verona      | 1–2            | Cagliari   |
| Venezia     | 0–1 (hu.)      | Arezzo     |
| AlbinoLeffe | 1–2 (hu.)      | Udinese    |
| Cesena      | 1–2            | Juventus   |
| Napoli      | 1–0 (hu.)      | Ascoli     |
| Pescara     | 0–3            | Atalanta   |
| Triestina   | 2–1            | Siena      |

### Harmadik forduló
| 1. csapat | Eredmény       | 2. csapat |
| --------- | -------------- | --------- |
| Messina   | 4–3 (hu.)      | Lazio     |
| Genoa     | 3–1 (hu.)      | Modena    |
| Bologna   | 2–3            | Sampdoria |
| Crotone   | 0–1 (hu.)      | Reggina   |
| Brescia   | 1–0 (hu.)      | Cagliari  |
| Arezzo    | 1–1 (Te.: 7-6) | Udinese   |
| Napoli    | 3–3 (Te.: 8-7) | Juventus  |
| Triestina | 3–2 (hu.)      | Atalanta  |

### Nyolcaddöntő
A fordulóban csatlakozó csapatok: Chievo, Empoli, Internazionale, Livorno, Milan, Palermo, Parma, Roma.

| 1. csapat | Eredmény  | 2. csapat      | 1. mérk. | 2. mérk. |
| --------- | --------- | -------------- | -------- | -------- |
| Messina   | 0–5       | Internazionale | 0–1      | 0–4      |
| Empoli    | 2–0       | Genoa          | 1–0      | 1–0      |
| Sampdoria | 4–2       | Palermo        | 1–0      | 3–2      |
| Reggina   | 3–3 (ig.) | Chievo         | 2–2      | 1–1      |
| Milan     | 6–3       | Brescia        | 4–2      | 2–1      |
| Arezzo    | 3–2       | Livorno        | 2–1      | 1–1      |
| Napoli    | 2–3       | Parma          | 1–0      | 1–3      |
| Triestina | 1–4       | Roma           | 1–2      | 0–2      |

### Negyeddöntő
| 1. csapat | Eredmény | 2. csapat      | 1. mérk. | 2. mérk. |
| --------- | -------- | -------------- | -------- | -------- |
| Empoli    | 0–4      | Internazionale | 0–2      | 0–2      |
| Sampdoria | 3–1      | Chievo         | 1–0      | 2–1      |
| Roma      | 4–3      | Parma          | 2–1      | 2–2      |
| Milan     | 2–1      | Arezzo         | 2–0      | 0–1      |

### Elődöntő
| 1. csapat | Eredmény | 2. csapat      | 1. mérk. | 2. mérk. |
| --------- | -------- | -------------- | -------- | -------- |
| Sampdoria | 0–3      | Internazionale | 0–3      | 0–0      |
| Milan     | 3–5      | Roma           | 2–2      | 1–3      |

### Döntő

#### Első mérkőzés
| 2007. május 9. | Roma                                                          | 6 - 2 | Internazionale | Stadio Olimpico, Róma Nézőszám: 39,095 Játékvezető: Massimiliano Saccani |
| 2007. május 9. | Totti 1' De Rossi 5' Perrotta 15' Mancini 30' Panucci 54' 88' | (4–1) | 18' 55' Crespo | Stadio Olimpico, Róma Nézőszám: 39,095 Játékvezető: Massimiliano Saccani |

#### Második mérkőzés
| 2007. május 17. | Internazionale      | 2 - 1 | Roma         | San Siro, Milánó Nézőszám: 26,606 Játékvezető: Emidio Morganti |
| 2007. május 17. | Crespo 50' Cruz 55' | (0–0) | 84' Perrotta | San Siro, Milánó Nézőszám: 26,606 Játékvezető: Emidio Morganti |

Összesítésben a Roma nyert (7–4).
| A 2006–2007-es olasz labdarúgókupa győztese: |
| -------------------------------------------- |
| Roma 8. cím                                  |

## Lásd még
Serie A 2006–2007

Serie B 2006–2007